# Martin Lundby
Martin Lundby (født 20. maj 1986) er en norsk fodbolddommer fra Bøverbru på Toten. Han repræsenterer Janus Fotballklubb og blev af Norges Fotballforbund udset til at dømme Adeccoligaen i 2007. Før det har han været linjedommer og dømt en række kampe i 2. divisjon. Han har siden dømt 3 seriekampe i 1. divisjon og senere hen nogle kampe i 2. divisjon.

## Dommerstatistik
| Sæson | Kampe | Gule kort | Røde kort |
| ----- | ----- | --------- | --------- |
| 2010  | 1     | 4         | 1         |
| 2009  | 2     | 8         | 0         |